# Pyracmon nigrifemur
Pyracmon nigrifemur är en stekelart som beskrevs av Barron och Walley 1983. Pyracmon nigrifemur ingår i släktet Pyracmon och familjen brokparasitsteklar. Inga underarter finns listade i Catalogue of Life.